# Окзил
Окзил (рос. окзил; англ. oxyl; нім. Oxyl m) – лігносульфонатний реаґент, продукт окиснення сульфіт спиртової барди (ССБ) хромпіком у кислому середовищі; ефективний понижувач в’язкості та граничної напруги зсуву тампонажних розчинів; знижує їх водовіддачу. Основна умова успішного застосування реаґенту – рН = 8÷10; добре поєднується з усіма відомими реаґентами; застосовується за т-ри 20-200 °С; Постачається підприємствами целюлозно-паперової промисловості в паперових мішках чи металевій тарі у вигляді сипкого однорідного порошку зеленувато-коричневого кольору чи у вигляді темно-коричневої рідини густиною 1120-1140 кг/м3 з вмістом сухої речовини 25% (рН=3÷5); зберігати належить в умовах, які виключають попадання вологи.